# Марія аль-Кібтія
Марія аль-Кібтія (араб. مارية القبطية, нар.? р., Єгипет — пом.637 р., Медіна) — наложниця пророка Мухаммеда. Марія походила з благородної коптської родини і була подарована Мухаммеду правителем Єгипту Мукавкасом, до якого Мухаммед відправив своє послання з пропозицією прийняти іслам.
Від Марії у Мухаммеда народився син Ібрагім, який помер ще за життя батька у ранньому дитинстві.